# Nicéforo Gregoras

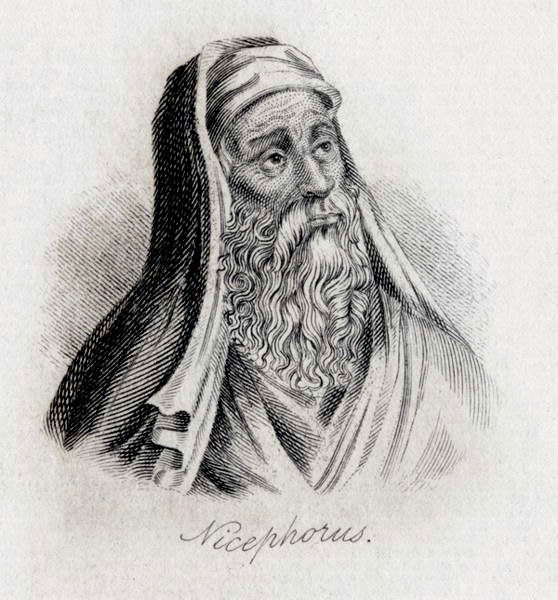
Imagem de Nicéforo Gregoras.

Nicéforo Gregoras (em grego: Νικηφόρος Γρηγορᾶς; Heracleia Pôntica 1295 - Constantinopla 1360), historiador e polyhistor bizantino.
Estudioso da astronomia, a geometria e a filosofia antigas, esteve à frente de uma escola promovida pelo seu mentor Teodoro Metoquita no mosteiro do Cristo em Chora.
Conserva-se o seu epistolário, algumas peças de oratória cortesã, bem como um opúsculo sintático e dois diálogos de tipo platônico (Florêncio e Filômates).
Compôs uma Vida do imperador Constantino e a sua obra mais significativa, a Rhomaike Historia ou História de Bizâncio, que abrange o período de 1204 a 1359, em 37 livros, que completa e continua a obra de Jorge Paquimeres. 
Em 1325 propôs uma reforma do calendário juliano. Foi contemporâneo e adversário do teólogo e filósofo Gregório Palamas.

## Edições de obras
- Nikephoros Gregoras, Antirrhetika, I. Einleitung, Übersetzung und Anmerkungen von H.-V. Beyer (Viena 1976).
- Niceforo Gregora, Fiorenzo o intorno alla sapienza, ed. P.L.M. Leone, (Nápoles 1975).
- Nicéphore Grégoras, Correspondance, texte établi et traduit par R. Guilland, (París 1927).
- Nicephori Gregorae epistulae, ed. de P.L.M. Leone (1983).
- Nicephori Gregorae Vita Constantini, ed. P.L.M. Leone, Studi e ricerche dei Quaderni Catanesi 1 (Catania 1994).
- Nicephori Gregorae, Explicatio in librum Synesii "De insomniis". Scholia cum glossis, ed. P. Pietrosanti (Bari 1999).